# Ardisia croatii
Ardisia croatii är en viveväxtart. Ardisia croatii ingår i släktet Ardisia och familjen viveväxter.

## Underarter
Arten delas in i följande underarter:
- A. c. correae
- A. c. croatii